# Język ladakhi
Język ladakhi – język z rodziny chińsko-tybetańskiej używany przez ok. 15 tys. osób (2011) w Indiach (stany Himachal Pradesh oraz Dżammu i Kaszmir) oraz ok. 12 tys. osób (1995) w Chinach. Jest blisko spokrewniony z tybetańskim, oraz zapisywany alfabetem tybetańskim, z tego względu bywa niekiedy klasyfikowany wraz z balti i purig jako archaiczny zachodni dialekt języka tybetańskiego, chociaż ladakhi i standardowy tybetański nie są wzajemnie zrozumiałe. Archaiczność języka ladakhi polega między innymi na tym, że wymawia się wiele spółgłosek, które są co prawda zapisywane, ale nieme we współczesnym języku tybetańskim. Tak więc wymowa ladakhi jest znacznie bliższa pisowni języka tybetańskiego niż standardowy język tybetański i inne jego dialekty. 

## Dialekty
Język ladakhi posiada kilka dialektów:
- Lehskat – odmiana uważana za standardową (ladakhi właściwy), używana w stolicy Ladakhu (Leh) oraz dla komunikacji międzydialektalnej, w Leh nadawane są programy radiowe w tej odmianie;
- Shamskat – używany na północny zachód od Leh;
- Stotskat – używany w Dolinie rzeki Indus
- Nubra – używany na północy

Większość dialektów ladakhi, w przeciwieństwie do języka tybetańskiego, nie posiada tonów, z wyjątkiem stotskat i odmian używanych w Górnym Ladakhu.
Dialekty używane w Górnym Ladakhu oraz w Zanskarze uważane są za pośrednie między ladakhi a centralnym tybetańskim.